# Remigio Iriondo
Remigio Iriondo fue un hombre argentino de la cultura: educador, vecino emprendedor, presidente de la comisión de higiene, juez de paz, alcalde de sección, periodista, integrante de consejos escolares, concejal, candidato a diputado nacional por la Ciudad de Buenos Aires y activo miembro de muchas instituciones barriales y metropolitanas.

## Inicios
Nació en Buenos Aires el 15 de marzo de 1872. En 1896 se radicó en circunscripción electoral parroquial de San Bernardo creada por el PEN dos años antes, en el barrio porteño de Villa Crespo, denominado así desde 1889 según afiches de remates de ese año, publicados por la inmobiliaria Baizan. El nombre del barrio fue oficializado el 11 de junio de 1968, mediante una ordenanza municipal del Intendente de la MCBA  Gerardo Manuel Irícibar, la que fijó también los límites de todos los barrios porteños. En dicho barrio Iriondo llevó a cabo mucho de su polifacética actuación.
Se graduó de maestro, carrera por la que tuvo permanente vocación. La primera escuela en que se desempeñó estuvo en Aguirre y Thames. Era allí maestra la joven Julia Nieves Brown, con quien contrajo matrimonio y con la que tuvo siete hijos. El 1° de septiembre de 1897 fundó en su domicilio, el Colegio “Salvador” sito en la calle Serrano 661 al 665, cuyo nombre fue un homenaje al principal vecino precursor del barrio, Salvador Benedit. Hoy, en ese predio, recuerda a Iriondo una placa en la que se lee: “En esta casa vivió Don Remigio Iriondo / Paladín de Villa Crespo/ 4 de junio de 1949/ Sus amigos.” 
En 1930, un grupo de exalumnos de este colegio formaron un equipo de futbol de estudiantes universitarios, en el número 870 de la calle Velazco y le dieron el nombre de “Club Remigio Iriondo” que luego se llamaría “Universitario” y que desapareció hacia 1935.

## Función pública
En 1898 inició su vida pública como secretario del "Centro de Socorros Mutuos Villa Crespo", para ocupar luego, en 1899, el mismo cargo en "Los Amigos Unidos de Villa Crespo". En 1903 funda con otros vecinos la "Asociación de Fomento Maldonado", de la que es elegido presidente. Esta institución fue luego rebautizada “Asociación de Fomento Defensa Vecinal” y muchos años después, recibió, con justicia, el nombre de "Asociación de Fomento Remigio Iriondo".
En 1904 fue alcalde de la sección 31.ª de Buenos Aires. También, alternativamente presidente y secretario de las Comisiones Municipales de Higiene de las circunscripciones 15a. y 18a. entre los años 1915 – 1918 y miembro de los Distritos Escolares VII y XIII de 1932 a 1934. Desde 1921 a 1924 fue concejal de la ciudad de Buenos Aires por el Partido Demócrata Progresista. Como hecho anecdótico, en ese carácter le tocó presidir una comisión del Concejo Deliberante que el domingo 30 de julio de 1922 asistió a la inauguración del estadio del principal club de futbol de Villa Crespo, el Club Atlético Atlanta, en Humboldt 408, previa a un enfrentamiento con el club River Plate.
Como concejal desarrolló también una actividad intensa en otros barrios de Buenos Aires, como Chacarita, Palermo, Villa Talar (este último, también llamado en su momento Villa Devoto Norte, ha desaparecido legalmente a la fecha de este artículo) y otros más. Iriondo integró también, en 1928, la “Comisión Popular Pro-Subterráneo Lacroze” con el objetivo –que logró- de movilizar a los vecinos, es especial a los de Villa Crespo, para ayudar a concretar la prolongación del Subte de Buenos Aires por bajo la Avenida Corrientes hasta el Obelisco.

### Un interesante proyecto que no se concretó
No es del caso repetir aquí información sobre el arroyo Maldonado. Baste recordar que serpenteaba (en lo que a Villa Crespo se refiere) por la zona ocupada hoy por la avenida Juan B. Justo y la calle Thames y que su caudal, en general modesto, corría unos cinco metros bajo el nivel de las orillas. Pero en el curso de los años hubo muchas oportunidades en que el Maldonado creció y salió de su cauce, provocando inundaciones serias, con personas ahogadas o desaparecidas, muertes de animales y pérdida de viviendas y otros bienes. Hubo varios proyectos para encauzarlo y convertirlo en un canal navegable, o entubarlo. El primero fue de una firma, Villafañe y Cía., y luego otro de la firma Portalis, Frères Carbonnier y Cía., ambos muy ambiciosos pero que no se concretaron. En 1924, el entonces concejal Iriondo propuso aumentar su profundidad hasta los dos metros para hacerlo navegable. Aspiraba así a convertirlo en un curso de aguas limpias, apto para el transporte comercial y en un paseo con costas parquizadas. Mencionaba (¡ya en ese entonces!) la falta de espacios verdes, la descongestión del tránsito urbano y el embellecimiento de la zona. Lamentablemente, este proyecto tampoco se concretó y el Maldonado corre hoy, rectificado y entubado, ajeno a la luz del sol, a la navegación y a todo paseante, bajo la avenida Juan B. Justo.

## La Biblioteca Popular Alberdi[13][14][15]
Remigio Iriondo estuvo además vinculado durante cerca de treinta años con la Biblioteca Popular Alberdi (fundada en 1910 con el nombre de Biblioteca Popular de San Bernardo) entidad de la que fue secretario y luego presidente en el período 1934- 1940. En 1948 la Asamblea de esta institución lo nombró socio honorario.

## Deporte y vida social
Un grupo de calificados aficionados al boxeo, inspirados por el maestro y entrenador Lindolfo Terán decidió crear un club de ese deporte. Iriondo colaboró con ellos al punto de permitirles para ese fin el uso de su domicilio, con el ring instalado en uno de los patios de su residencia. En retribución, los deportistas denominaron “Boxing Club Iriondo” a la entidad. En su tiempo el club mereció ser calificado como uno de los mejores de su género, por el excelente plantel con que contaba. Pasaron por allí algunas figuras que alcanzaron cierto renombre, entre las que pueden citarse a Gogliardo Purcaro, peso liviano, muy popular y querido, campeón panamericano en 1926; Norman Tomasulo, peso pesado que participaría en los Juegos Olímpicos de 1936 y Vicente Parrille, también peso pesado, que debutó en 1926. No se conocen aún las fechas exactas de fundación y desaparición del Boxing Club Iriondo, pero surge de las historia de otros barrios de Buenos Aires que –entre otras competencias- el club participó en abril de 1925 en un certamen interclubes organizado por el Club Policial. En él compitió con otros clubes barriales como el de Flores, el Púgil, el Himalaya y el Belwarp Boxing Club. Más arriba se ha mencionado ya la fundación del club “Universitario”, concretada en 1930, por exalumnos del colegio Salvador.
Remigio Iriondo ejerció también la presidencia del Club Social de San Bernardo, que había sido fundado en 1912 por fusión del Club Ciclista Nacional (de 1907) con el Club Arte y Sport y hacia 1930 fue designado socio honorario benemérito del Club Los defensores de Villa Crespo, que había sido fundado en junio de 1900.

## Labor cultural y periodística
Iriondo colaboró en distintos momentos con varias publicaciones periodísticas. Algunas de ellas fueron “El independiente”, “El tribuno” y el quincenario “El Látigo”, fundado en 1928, el que –como su título sugiere- efectuaba mordientes comentarios sobre la actualidad. En el semanario El Progreso fue sucesivamente cronista, secretario de redacción y finalmente, su director.
Fiel a su firme vocación docente, escribió obras teatrales para niños como “Patria”, “Falucho”, “Asamblea Cívica”, “Así se honra a la Patria” y “Castigo al orgullo” y otras de gran aceptación.
Ocupado también por los problemas sanitarios de su barrio, dio firme apoyo a la fundación de la “Liga Argentina contra la Tuberculosis – Comisión Villa Crespo”, llamada luego “Dispensario Dr. Eduardo Wilde”, posteriormente “Liga Argentina de Beneficencia Médica Social” y que en 1965 pasó a denominarse “Liga Argentina Médico-Asistencial de Villa Crespo”, entidad que superando grandes dificultades continúa hasta nuestros días (octubre de 2018), prestando importantísimos servicios a la comunidad.
Don Remigio Iriondo falleció en 1948, en Buenos Aires, a los 76 años de edad.